# Chiesa di Sant'Andrea Apostolo (Colceresa)
La chiesa di Sant'Andrea Apostolo è la parrocchiale di Mason Vicentino, frazione del comune sparso di Colceresa, in provincia e diocesi di Vicenza; fa parte del vicariato di Marostica.

## Storia
Originariamente a Mason sorgeva una piccola cappella filiale della pieve di Santa Maria di Breganze; la parrocchia fu eretta solo nel tardo Medio Evo, mentre la chiesa venne interessata da lavori di ampliamento nei secoli XVI e XVII.
Nel 1838 iniziò su progetto di Giovanni Luigi De Boni la riedificazione della chiesa, poi ultimata nel 1841: tuttavia, due giorni dopo l'inaugurazione la struttura crollò rovinosamente. Presto incominciarono i lavori di ricostruzione e nel 1846 la nuova parrocchiale venne terminata; il campanile invece fu inaugurato, sebbene incompleto, il 1º ottobre 1867, mentre nel decennio successivo Antonio De Boni portò a compimento la facciata.
La torre venne sopraelevata e completata tra il 1913 e il 1914 su disegno del veneziano Riccardo Vincenzo; in epoca postconciliare si procedette all'adeguamento liturgico secondo le nuove norme mediante l'aggiunta dell'altare rivolto verso l'assemblea.

## Descrizione

### Esterno
La facciata a capanna della chiesa, rivolta a occidente e scandita da quattro semicolonne d'ordine corinzio raccordate da festoni e sorreggenti il timpano dentellato, presenta centralmente il portale d'ingresso, sormontato da una lapide con epigrafe, mentre ai lati vi sono due nicchie con statue.

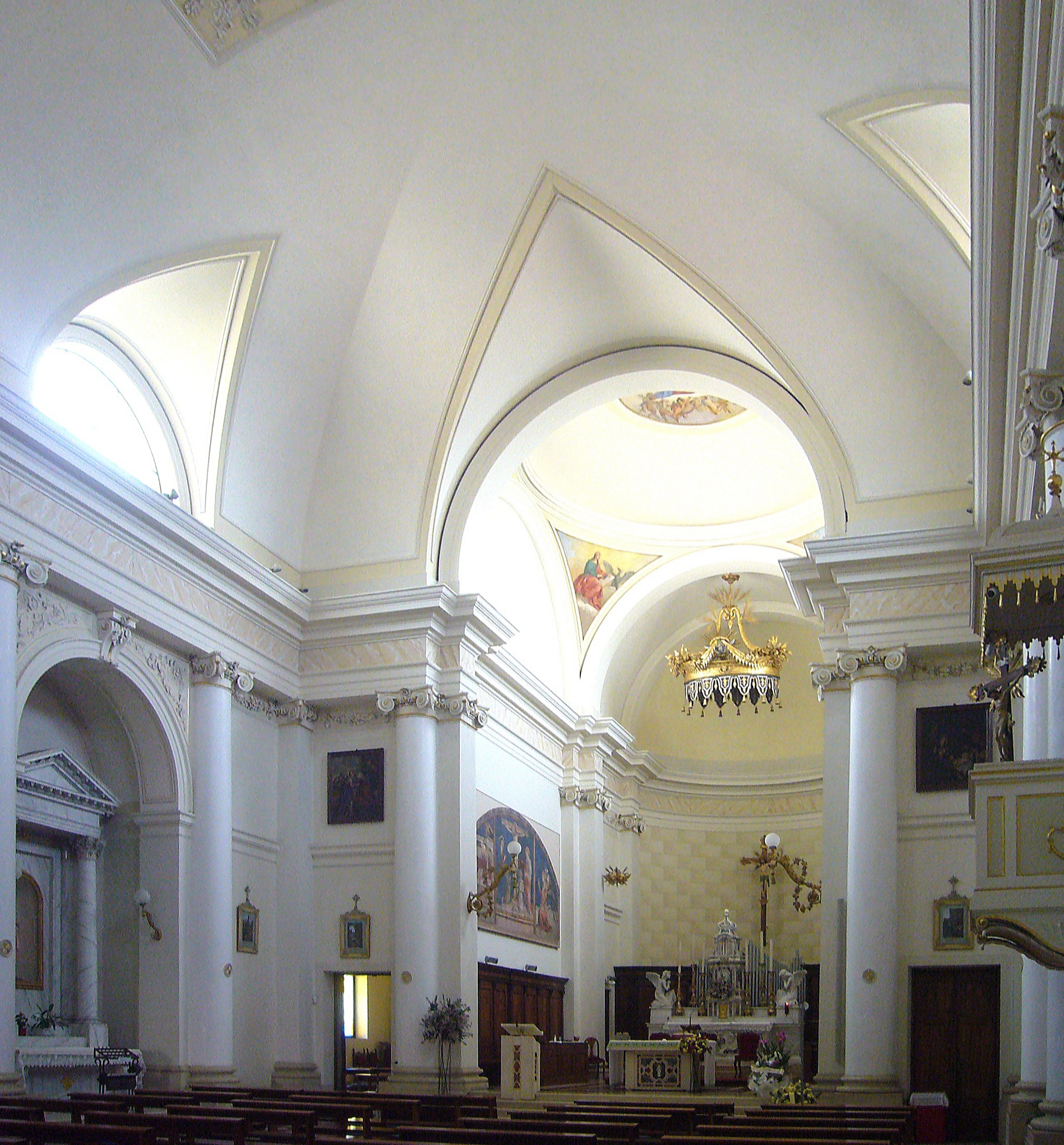
L'interno

Vicino alla parrocchiale si erge su un alto basamento a scarpa il campanile a pianta quadrata, alto 58,50 metri; la cella presenta su ogni lato una monofora a tutto sesto ed è coronata dalla guglia. In cella campanaria sono presenti 3 campane in Re3 (Re3, Mi3, Fa#3) elettrificate alla veronese fuse dalla fonderia Colbachini di Bassano del Grappa (VI) nel 1929.

### Interno
L'interno dell'edificio si compone di un'unica navata, sulla quale si affacciano le cappelle laterali introdotte da archi a tutto sesto e le cui pareti sono scandite da semicolonne con capitelli ionici sorreggenti il cornicione modanato e aggettante sopra il quale si imposta la volta a botte; al termine dell'aula si sviluppa il presbiterio, rialzato di alcuni gradini e concluso dall'abside semicircolare.